# 面積密度
面積密度（英語：area density，也稱為areal density、surface density、superficial density、areic density、mass thickness、column density、或density thickness）是二維物體的質量被計算為每單位面積的質量。國際單位制導出單位是每平方米千克（kg·m−2）。 
相關的「面積數密度」可以通過用粒子數或其他可數替換質量來定義。
在造紙和織物工業中，它被稱為標重，以克每平方米（g/m2）表示； 特別是對於紙張，它可以表示為標準尺寸（「基令」）的磅/令。

## 公式
面積密度可計算為：
{\displaystyle \rho _{A}={\frac {m}{A}}}
或
{\displaystyle \rho _{A}=\rho \cdot l,}
此處「ρA」是平均面積密度，「m」是物體的總質量，「A」是物體的總面積，「ρ」是平均密度，還有 「l」是物體的平均厚度。

## 柱密度
一種特殊類型的面積密度稱為「柱密度」（也稱為「柱質量密度」或簡稱為「柱濃度」），表示為「ρA」或「σ」。它是沿路徑每單位面積積分物質的質量；它是通過積分體積密度得到的{\displaystyle \rho }：
{\displaystyle \sigma =\int \rho \,\mathrm {d} s.}
一般而言，積分路徑可以是傾斜的或斜入射的（例如，大氣物理學中的視線傳播）。一個常見的特殊情况是從介質底部到頂部的垂直路徑：
{\displaystyle \sigma =\int \rho \,\mathrm {d} z,}
此處{\displaystyle z}表示垂直座標（例如高度或深度）。 
柱密度{\displaystyle \rho _{A}}與垂直平均體積密度{\displaystyle {\bar {\rho }}}密切相關做為
{\displaystyle {\bar {\rho }}={\frac {\rho _{A}}{\Delta z}},}
此處{\textstyle \Delta z=\int 1\,\mathrm {d} z}； {\displaystyle {\bar {\rho }}}，{\displaystyle \rho _{A}}，還有{\displaystyle \Delta z} 是有單位的，例如，克/立方米、克/平方米和米。

## 使用方法

### 大氣物理學
這是一個通常由遙感儀器檢索的量，例如檢索全球臭氧柱的總臭氧測繪光譜儀（TOMS）。柱也通過差分光學吸收光譜（英語：Differential optical absorption spectroscopy，DOAS）方法返回，並且是來自最低點微波輻射計的常見檢索產品。
一個密切相關的概念是冰或液態水路徑，它指定了單位面積的體積或深度，而不是單位面積的質量，因此兩者是相關的：
{\displaystyle P={\frac {\sigma }{\rho _{0}}}.}
另一個密切相關的概念是光深度。

### 天文學
在天文學中，柱密度通常用於表示沿特定方向視線每平方釐米（cm2）的原子或分子數量，例如從21cm氫線的觀測或從某種分子物種的觀測中得出。此外，星際消光可能與H或H2的柱密度有關。
在分析吸積盤時，面積密度的概念可能很有用。在正面看到盤面的情况下，盤面給定區域的面積密度定義為柱密度：也就是說，從介質底部到頂部，沿著穿過圓盤（視線）的垂直路徑，每單位面積積分的物質的質量：
{\displaystyle \sigma =\int \rho \,\mathrm {d} z,}
此處{\displaystyle z}表示垂直座標（例如高度或深度），或者做為沿路徑積分的每單位面積的物質的數量或計數，而不是質量（柱濃度）：
{\displaystyle N=\int n\,\mathrm {d} z.}

### 資料存儲介質
面積密度用於量化和比較資料存儲設備中使用的不同類型的介質，如硬碟、光碟和磁帶機。現時的計量單位通常是千兆比特每平方英寸。

### 紙類
面積密度通常用於描述紙張的厚度；例如80g/m2是非常常見的。

### 面料
織物的「重量」通常指定為每單位面積的質量、克每平方米（gsm）或每平方碼盎司。有時，特定布料的標準寬度也會以盎司/碼為單位進行指定。每平方米一克等於每平方碼0.0295盎司；每平方碼一盎司等於每平方米33.9克。

### 其它
它也是輻射吸收的重要量。 
在研究穿過空氣墜落的物體時，因為阻力取決於面積，引力取決於質量，面積密度就很重要。
骨密度通常以每平方釐米克數（g·cm-2）表示，通過X射線骨密度儀量測，作為實際密度的替代。
儘管面積數位是標稱的，是高度的平方，身體質量指數以千克每平方米為單位表示。
電離層中的總電子含量是一個柱狀數密度的量。
雪水當量是柱狀質量密度的量。